# 苗名滝
苗名滝（なえなたき）は、新潟県と長野県の境にある滝で、新潟県妙高市側に駐車場やアクセスルートがある。苗江滝、南井滝、地震滝とも表記される。関川上流に位置し、4連の滝が連なっていて、二の滝、三の滝、四の滝へは通行困難である。日本の滝百選の一つ。

## 概要
黒姫山からの安山岩溶岩が関川をせき止めたことでつくられた。落ち口に岩があり、滝は左右に分かれていたが、高田藩が伐採した木を流した（1813年）ことによって岩が欠け、今日の姿となった。
轟音を響かせながら落ちる様が「地震＝なゐ」のようであるとされ、口語体に転化して「ないの滝」が「なえな滝」となり、「苗名滝」と名付けられた。また、下流の高田平野の水田に水を供給する事から苗名となったともいう。
妙高山の牛形の雪形とともに、落水開始（滝の出現）が地元で田植えを始める目安とされてきた。また、19世紀の文人画家・東洋越陳人によって多くの作品が描かれた。
1995年（平成7年）7月、梅雨によって地震滝橋などが流出した。対策として関川1号砂防えん堤が苗名滝の下流に造られている。

## アクセス
公共交通
- ETR妙高はねうまライン 妙高高原駅から西へ約8 km
  - 同駅より妙高市営バス（ぶらっと妙高山麓周遊バス）利用。ただし妙高高原温泉郷内で乗り換えを要する。

※このほか、北陸新幹線駅からの直通アクセスとしては、季節限定で上越妙高駅から頸南バス「妙高高原ライナー」が運行されている。
車
- 上信越自動車道 妙高高原ICから新潟県道39号妙高高原公園線を笹ヶ峰方面に4km進み、苗名滝入口で左折、2km